# Diloa opaca
Diloa opaca là một loài tò vò trong họ Ichneumonidae.